# Austrian Football Division 2 2012
La Austrian Football Division 2 2012 è stata la 9ª edizione del campionato di football americano di terzo livello, organizzato dalla AFBÖ.

## Squadre partecipanti
| Club                    | Città         | Stadio | Sponsor ufficiale | Risultato nella stagione 2011 |
| ----------------------- | ------------- | ------ | ----------------- | ----------------------------- |
| Amstetten Thunder       | Amstetten     |        |                   |                               |
| Budapest Hurricanes     | Budapest      |        |                   |                               |
| Cineplexx Blue Devils 2 | Hohenems      |        |                   |                               |
| Red Lions Hall          | Hall in Tirol |        |                   |                               |
| Sankt Pölten Invaders   | Fürstenfeld   |        |                   |                               |
| Schwaz Hammers          | Schwaz        |        |                   |                               |
| Styrian Bears           | Graz          |        |                   |                               |

## Stagione regolare

### Calendario

#### 1ª giornata
| 31 marzo 2012 | Schwaz Hammers | 25 – 20 (0-6 12-7 0-7 13-0) | Sankt Pölten Invaders | (600 spett.) |

| 1º aprile 2012 | Cineplexx Blue Devils 2 | 12 – 7 (0-0 0-0 6-0 6-7) | Budapest Hurricanes | (200 spett.) |

| 1º aprile 2012 | Styrian Bears | 20 – 22 | Red Lions Hall |  |

#### 2ª giornata
| 7 aprile 2012 | Sankt Pölten Invaders | 26 – 0 | Amstetten Thunder | (400 spett.) |

| Budapest 8 aprile 2012 | Budapest Hurricanes | 62 – 0 | Styrian Bears | Építők Sporthostel |

#### 3ª giornata
| 21 aprile 2012 | Amstetten Thunder | 49 – 35 (14-8 7-14 15-7 13-6) | Schwaz Hammers |  |

| Budapest 21 aprile 2012 | Budapest Hurricanes | 42 – 0 (21-0 7-0 14-0 0-0) | Red Lions Hall | Építők Sporthostel |

| 22 aprile 2012 | Sankt Pölten Invaders | 9 – 8 (7-0 2-0 0-0 0-8) | Styrian Bears |  |

#### 4ª giornata
| 28 aprile 2012 | Styrian Bears | 28 – 21 (7-8 21-7 0-6 0-0) | Schwaz Hammers |  |

| 28 aprile 2012 | Red Lions Hall | 20 – 0 | Sankt Pölten Invaders |  |

| 29 aprile 2012 | Cineplexx Blue Devils 2 | 41 – 7 (7-0 12-7 16-0 6-0) | Amstetten Thunder | (425 spett.) |

#### 5ª giornata
| 12 maggio 2012 | Amstetten Thunder | 32 – 20 (6-7 12-6 8-7 6-0) | Styrian Bears |  |

| Sankt Pölten 12 maggio 2012 | Sankt Pölten Invaders | 6 – 23 (0-0 0-16 6-0 0-7) | Budapest Hurricanes |  |

| 13 maggio 2012 | Schwaz Hammers | 13 – 21 (7-0 0-14 6-7 0-0) | Cineplexx Blue Devils 2 | (150 spett.) |

#### 6ª giornata
| 19 maggio 2012 | Styrian Bears | 7 – 44 (0-14 7-9 0-7 0-14) | Cineplexx Blue Devils 2 |  |

| 20 maggio 2012 | Red Lions Hall | 0 – 21 (0-0 0-7 0-0 0-14) | Schwaz Hammers |  |

| Budapest 20 maggio 2012 | Budapest Hurricanes | 79 – 30 (42-8 14-8 7-6 16-8) | Amstetten Thunder | Építők Sporthostel |

#### 7ª giornata
| 26 maggio 2012 | Amstetten Thunder | 56 – 6 (8-6 32-0 8-0 8-0) | Red Lions Hall |  |

| Schwaz 27 maggio 2012 | Schwaz Hammers | 6 – 28 (3-0 0-21 3-7 0-0) | Budapest Hurricanes | Regionales Sportzenrum |

| 28 maggio 2012 | Cineplexx Blue Devils 2 | 23 – 8 (7-0 0-0 9-0 7-8) | Sankt Pölten Invaders | (200 spett.) |

#### 8ª giornata
| 3 giugno 2012 | Red Lions Hall | 3 – 35 (0-0 0-28 3-7 0-0) | Cineplexx Blue Devils 2 | (250 spett.) |

### Classifica
La classifica della regular season è la seguente:
- PCT = percentuale di vittorie, G = partite giocate, V = partite vinte,  P = partite perse, PF = punti fatti, PS = punti subiti

| Pos. | Squadra                 | PCT   | G | V | N | P | PF  | PS  |
| ---- | ----------------------- | ----- | - | - | - | - | --- | --- |
| 1    | Cineplexx Blue Devils 2 | 1.000 | 6 | 6 | 0 | 0 | 176 | 45  |
| 2    | Budapest Hurricanes     | .833  | 6 | 5 | 0 | 1 | 241 | 54  |
| 3    | Amstetten Thunder       | .500  | 6 | 3 | 0 | 3 | 174 | 207 |
| 4    | Schwaz Hammers          | .333  | 6 | 2 | 0 | 4 | 121 | 146 |
| 5    | Red Lions Hall          | .333  | 6 | 2 | 0 | 4 | 51  | 174 |
| 6    | Sankt Pölten Invaders   | .333  | 6 | 2 | 0 | 4 | 69  | 99  |
| 7    | Styrian Bears           | .167  | 6 | 1 | 0 | 5 | 83  | 190 |

## Playoff

### Tabellone
|  | Semifinali | Semifinali              | Semifinali |                     |   | V Iron Bowl             | V Iron Bowl | V Iron Bowl |  |
|  |            |                         |            |                     |   |                         |             |             |  |
|  | 1          | Cineplexx Blue Devils 2 | 44         |                     |   |                         |             |             |  |
|  | 1          | Cineplexx Blue Devils 2 | 44         |                     |   |                         |             |             |  |
|  | 4          | Schwaz Hammers          | 12         |                     |   |                         |             |             |  |
|  | 4          | Schwaz Hammers          | 12         |                     | 1 | Cineplexx Blue Devils 2 | 14          |             |  |
|  |            |                         |            |                     | 1 | Cineplexx Blue Devils 2 | 14          |             |  |
|  |            |                         | 2          | Budapest Hurricanes | 6 |                         |             |             |  |
|  | 2          | Budapest Hurricanes     | 2          | Budapest Hurricanes | 6 | 73                      |             |             |  |
|  | 2          | Budapest Hurricanes     |            |                     |   |                         |             |             |  |
|  | 3          | Amstetten Thunder       | 38         |                     |   |                         |             |             |  |

### Semifinali
| 17 giugno 2012 | Cineplexx Blue Devils 2 | 44 – 12 (14-6 15-6 13-0 2-0) | Schwaz Hammers | (300 spett.) |

| Amstetten 17 giugno 2012 | Amstetten Thunder | 38 – 73 (0-14 16-23 14-13 8-23) | Budapest Hurricanes | Umdasch Stadion |

### V Iron Bowl
| Hohenems 24 giugno 2012 | Cineplexx Blue Devils 2 | 14 – 6 (0-0 0-0 7-0 7-6) | Budapest Hurricanes | Stadion Herrenried (600 spett.) |

## Verdetti
- Cineplexx Blue Devils 2 Vincitori dell'Austrian Football Division 2 2012